# Enhetsfunktion
Enhetsfunktion är en positiv heltalsfunktion som är helt multiplikativ och definieras som
{\displaystyle \varepsilon (n)={\begin{cases}1,&{\mbox{if }}n=1\\0,&{\mbox{if }}n\neq 1\end{cases}}}
Anledningen till att det kallas för "enhetsfunktion" är att det är ett neutralt element inom Dirichletfaltning.
Enhetsfunktionen betecknas även med u(n), vilket inte skall förväxlas med μ(n) (Möbiusfunktionen).